# Романов, Валентин Фёдорович
Валентин Фёдорович Романов (20 февраля 1940 года, Сухошины, Калининская область, РСФСР — 16 ноября 2021 года, Магнитогорск, Челябинская область, Российская Федерация) — советский и российский учёный, педагог, организатор высшего образования, политический и общественный деятель.

## Биография
Ректор Магнитогорского государственного педагогического института (позже Магнитогорский государственный университет) в 1988—2008 годах, президента Магнитогорского государственного университета в 2008—2014 годах. 
Весной 1989 года избран народным депутатом СССР  от Магнитогорского территориального избирательного округа № 339 Челябинской области.
Президент Общественной палаты города Магнитогорска в 2010—2019 годах.
Почётный гражданин города Магнитогорска (1996).
Скончался 16 ноября 2021 года. Похоронен на Правобережном кладбище Магнитогорска.